# 木本秀和
木本 秀和（きもと ひでかず、1975年12月22日 - ）は、日本のマジシャン、スピーカー、レクチャラー。奈良県奈良市生まれ、東京大田区育ちのB型。海外ではHideの名前でマジシャン、日本では金融機関でプロジェクトマネージャをおこなう。

## 来歴・人物
大田区立池上小学校、大田区立大森第四中学校、日本大学高校、日本大学文理学部 卒業。
高校時代に「笑っていいとも!」に出演する赤尾くんを見て、マジシャンキラーになる為に、手品をはじめたと言われている。
大学時代に、東京駅地下のおもちゃ屋 川菱、横浜そごう、にてTricksのディーラーとしてアルバイトしたのが、本格的に手品に触れた最初であり。その後、都内の多数のデパートでディーラーとして活動している。この時代に、SAM JapanのMagic of the yearや、National magic conventionにて受賞している。
卒業後に、海外のコンベンションに参加すると同時に、ゲストとしてショーを行なっており、高い技術力によるコインマジックに定評がある。一方、日本でその演技を見かける事は無い。（過去には「たっぷりとクロースアップ」「Japan Cup」などにも出ていたとの情報がある）
ポケットリング（海外ではNinja rings）のエキスパートとして有名であり、ポケットリングを開発した新城泰一にリングを習った唯一の人間と、国内外の手品界で言われている。
コインマジックは、二川滋夫の影響を受けていると関東を中心とした手品界で言われているが、実際には教えたことは無い、と二川氏は言っている。
近年では、海外でレクチャーをおこない。その中で、トリックと共に、手品における日本文化の特殊性を解説し、評価を得ている。

## 出演

### 主な海外コンベンション出演
- SAM International magic convention (Cincinnati USA 1999年)
- Fechter’s Finger Flicking Frolic (NY USA 2010年月)
- European Coin Magic Symposium (Milan Italy 2011年)
- Midwest Magic Jubilee (St.Louis USA 2018年8月)[1]
- European Close-up Magic Symposium (Milan Italy 2018年11月)[2]
- The Session (London UK 2019年1月)[3]
- Fechter’s Finger Flicking Frolic (NY USA 2019年4月)

### レクチャーツアー
- World tour (UK, Portugal, Spain, Italy, France, USA 2019年1月 − 2019年2月)[4]

## 受賞歴

### 主なコンテスト受賞
- A Grand Prix in SAM Japan national magic convention (新宿 京王プラザホテル 1998年)
- A Grand Prix in European Coin Magic Symposium (Milan Italy 2010年)

### マジック以外の受賞歴
- 澤円賞 Talk your will #11 (霞ヶ関 東京2019年7月)

## 著書

### レクチャーノート
- OLD & NEW : 温故知新 (2018年8月)
- Profusion of flowers :百花繚乱 (2018年8月)

### 雑誌寄稿
- MAGIC - Volume 15, Number 6 (Stagewrite Publishing, Inc. 2006年2月)[5]
- PENGUIN MAGIC  (Penguin magic, CA USA. 2016年2月)

### DVD
- European Coin Magic Symposium Vol.1 （Fisher’s Wild Coin 2011年）[6]